# تلوث موروث
التلوث القديم أو الملوثات القديمة عبارة عن مواد ثابتة في البيئة أُنشئت من خلال صناعة أو عملية ملوثة لها تأثيرات ملوثة بعد انتهاء العملية. في كثير من الأحيان تشمل هذه الملوثات العضوية الثابتة، والمعادن الثقيلة أو غيرها من المواد الكيميائية المتبقية في البيئة بعد فترة طويلة من العمليات الصناعية أو الاستخراج التي أنتجتها. غالبًا ما تكون هذه مواد كيميائية تنتجها الصناعة وملوثة قبل أن يكون هناك وعي واسع النطاق بالآثار السامة للملوثات، وبالتالي يتم تنظيمها أو حظرها. تشمل الملوثات القديمة الملحوظة الزئبق ومركبات ثنائي الفينيل متعدد الكلور والديوكسينات والمواد الكيميائية الأخرى التي لها تأثيرات صحية وبيئية واسعة النطاق. تشمل المواقع الشائعة للملوثات القديمة مواقع التعدين والمجمعات الصناعية والممرات المائية الملوثة ومواقع النفايات الأخرى.
غالبًا ما يكون لهذه المواد الكيميائية تأثير كبير في السلطات القضائية في البلدان التي لديها القليل من الرقابة البيئية أو اللوائح التنظيمية - لأن المادة الكيميائية غالبًا ما تُنتج تحت سلطات قضائية جديدة بعد أن حظرت تحت سلطات قضائية أكثر تنظيمًا. غالبًا ما يوجد في هذه البلدان نقص للقدرات في البنية التحتية البيئية التنظيمية والصحية والمدنية للحماية من تأثير الملوثات.
يمكن أن يكون تأثير الملوثات القديمة مرئيًا بعد سنوات عديدة من عملية التلوث الأولية، وتتطلب معالجة بيئية. كثيرًا ما تدافع القاعدة الشعبية والمدافعون عن البيئة عن مسؤولية الصناعة والدول من خلال إجراءات العدالة البيئية والدعوة للاعتراف بحقوق الإنسان، مثل الحق في بيئة صحية .

## أنواع المواقع
- أطلال المواقع الصناعية والتجارية
- مخلفات المناجم
- مناجم مهجورة
- آبار الغاز المهجورة

## الآثار الاجتماعية

#### العدالة البيئية والتلوث الموروث
يؤثر التلوث الموروث بصورة اساسية علي المجتمعات  المهمشة ، بما في ذلك الأشخاص الملونون والسكان الأصليون والمناطق ذات الدخل المنخفض. تشير الدراسات إلى أن هذه المجتمعات أكثر عرضة للعيش بالقرب من المواقع الملوثة وتواجه مخاطر أعلى على الصحة والسلامة. يعد نهج العدالة البيئية أمرا بالغ الأهمية ، مع التأكيد على أهمية جهود التنظيف العادلة والاعتراف بالحق في بيئة صحية لجميع الأفراد.

## السياسة الدولية
اتفاقية ستوكهولم بشأن الملوثات العضوية الثابتة هي إحدى الآليات الدولية الرئيسية لدعم القضاء على الملوثات العضوية الثابتة الموروثة مثل مركبات ثنائي الفينيل متعدد الكلور.